# Aramaico parlato da Gesù
La lingua parlata in Galilea e Palestina all'epoca di Gesù era l'aramaico giudaico e probabilmente l'aramaico parlato da Gesù per comunicare con i suoi discepoli ne era un dialetto galileo caratterizzato dalla presenza di alcune parole in ebraico e in greco, anche se esiste un certo dibattito accademico su fino a qual punto.

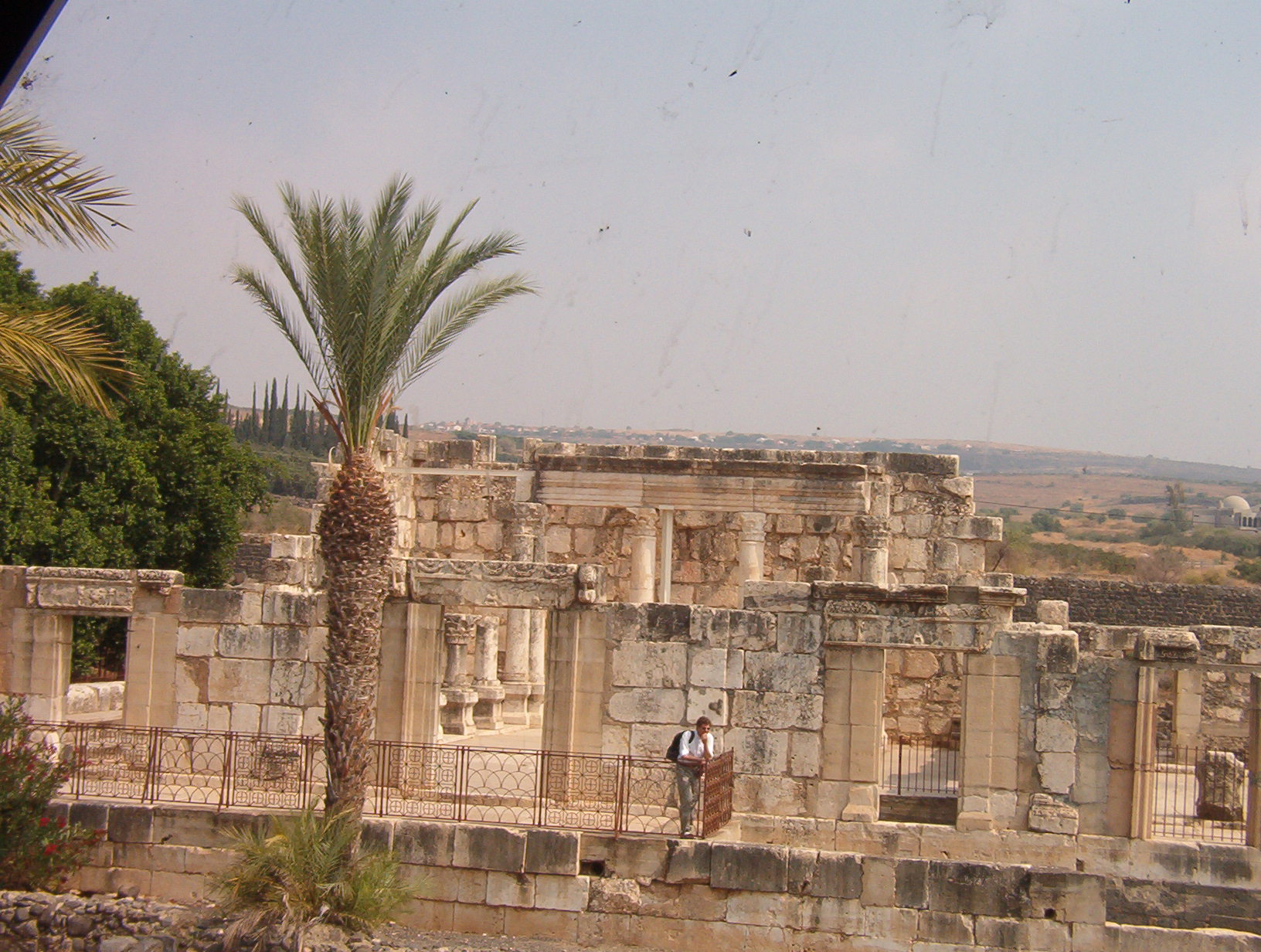
Resti della Sinagoga di Cafarnao in Galilea, dove Gesù iniziò la sua predicazione e radunò i suoi primi Apostoli.

## Storia
I villaggi di Nazareth e di Cafarnao, dove visse Gesù, erano principalmente comunità di lingua aramaica, anche se tra le persone colte della zona orientale dell'Impero romano il greco veniva ampiamente parlato. Gesù sicuramente conosceva l'ebraico in modo da affrontare qualsiasi dibattito sulla Bibbia ebraica, e avrebbe potuto aver appreso la lingua greca grazie ai commerci con la vicina Zippori.
L'aramaico, lingua semitica, era una lingua comune del Mediterraneo orientale durante e dopo l'Impero neoassiro, il neobabilonese, e quello achemenide (722 a.C. a 330 a.C.). Anche dopo l'invasione dei Romani, avvenuta nell'anno 63 a.C., l'aramaico restò una lingua comune in Palestina. In effetti, a prescindere dalla crescente importanza della lingua greca, l'utilizzo dell'aramaico era in espansione, e attorno al 200 d.C. divenne la lingua predominante tra gli Ebrei sia in Giudea e Galilea che ovunque nel Vicino Oriente. L'aramaico rimase la lingua prevalente fino alla conquista arabo-islamica da parte del Califfato nel VII secolo.
Gesù Cristo e i suoi discepoli parlavano un dialetto della Galilea che si poteva distinguere chiaramente da quello parlato a Gerusalemme (Matteo 26,73 commentato dalla Jewish Encyclopedia). Nello stesso periodo, veniva scritta la Mishnah in ebraico, lo scrittore giudeo-romano Giuseppe Flavio scriveva in aramaico, e Filone di Alessandria e Paolo di Tarso scrivevano in lingua greca. In aggiunta, dal momento che Gesù sicuramente conosceva la Bibbia ebraica, rimane implicito che avesse conoscenza dell'ebraico biblico a meno che avesse accesso ai Targumim in aramaico, (tramandati sia in forma orale che scritta), e se era un carpentiere, e dunque commerciava con le élite, avrebbe potuto conoscere il greco perché era la lingua franca per il commercio internazionale nella parte orientale del bacino del Mediterraneo, dove aveva sostituito l'aramaico, sin dal tempo della conquiste fatte dal macedone Alessandro Magno (336 a.C. - 323 a.C.) e per il consolidamento eseguito dai Seleucidi (Vedi anche Giudaismo ellenistico e Septuaginta).
Anche la maggior parte degli apostoli provenienti dalla regione della Galilea parlavano l'aramaico. Il messaggio della Cristianità si sparse (inizialmente negli insediamenti dove si parlava ebraico-aramaico) lungo tutta la Cananea, la Siria e in Mesopotamia, arrivando fino alle regioni dell'attuale Kerala in India.
In effetti nella lingua aramaica (o lingua siriaca); "Aram" è la parola ebraica che indica la Siria.

## Retroterra culturale e linguistico di Gesù
È noto che Gesù sia stato educato nella Fede ebraica e che sia cresciuto in una famiglia ebraica della Galilea. A partire dall'VIII secolo a.C., per più di un millennio la lingua degli ebrei fu l'aramaico, in seguito alla distruzione del Regno del nord di Israele da parte dell'Impero neo-assiro (722 a.C.) e in seguito al forzato Esilio a Babilonia degli ebrei del Regno di Giuda (586 a.C.). La lingua aramaica "standard" si era formata nella città di Damasco. L'aramaico degli ebrei palestinesi rimase via via contaminato da un buon numero di parole ebraiche e da una grammatica che si ispirava all'ebraico. Oggi tale idioma è considerato appartenere al gruppo dei "dialetti aramaici occidentali".
Nel I secolo d.C. l'aramaico occidentale era dominante nelle regioni della Samaria e della Galilea, da dove proveniva Gesù Cristo, ma contemporaneamente doveva persistere una forma tardiva di ebraico parlato, prossima alla lingua ebraica rabbinica, che veniva ancora usata vernacolarmente in Giudea, specialmente nei dintorni di Gerusalemme. Per alcuni giudei, l'ebraico rimase la lingua vernacolare principale, fin verso il III secolo d.C.
Quasi tutta la Bibbia ebraica è stata scritta in ebraico biblico inclusi i libri redatti nel periodo del Secondo Tempio, ed alcuni libri deuterocanonici, come certamente il Siracide e forse il primo libro dei Maccabei. Ciò rende probabile che parte dei Giudei capaci di leggere conoscesse le Scritture in ebraico, specialmente dal momento che ebraico ed aramaico sono lingue affini, e alcune porzioni della bibbia ebraica sono state scritte in aramaico biblico. Inoltre, la scrittura quadrata era originariamente appannaggio dell’aramaico, mentre artefatti del periodo classico (durante il periodo del Primo Tempio) come l'iscrizione di Siloam e gli ostraca di Lachish, erano scritti in alfabeto paleo-ebraico.

### Targumim
Esistevano anche i testi noti come Targumim, traduzioni in aramaico della Bibbia Ebraica, anche se gli studiosi sono in disaccordo su quanto ampiamente questi testi circolassero nel primo secolo in Israele, possibilmente utilizzati soltanto in circostanze particolari. A Qumran poteva essere arrivato soltanto il Targum di Giobbe, un libro specialmente problematico della Bibbia Ebraica che vide l'utilizzo del Targum per scrivere le traduzioni in greco (LXX Giobbe 42:17ff.), anche se i testi in aramaico vennero trovati anche lì. L'utilizzo dei Targumim nelle sinagoghe non divenne abitudinario fino alla fine del II secolo d.C., dopo il forte declino nell'utilizzo della lingua ebraica parlata in seguito alla catastrofe provocata dalle guerre giudaiche e dalla rivolta di Bar Kochba.
Sin dal II secolo a.C., la Giudea era stata sotto la forte influenza della Civiltà ellenistica, e la lingua greca rapidamente divenne la lingua internazionale del bacino del Mediterraneo orientale, rimpiazzando l'aramaico, e dunque divenne la lingua dei mercanti viaggiatori. Dunque è possibile che Gesù conoscesse almeno il greco dei commerci. Il Nuovo Testamento canonico si ritiene sia stato scritto originariamente in lingua greca, includendo molte citazioni prese dalla Septuaginta, ma anche consultando i vangeli giudeo-cristiani.
Quando nel Nuovo Testamento si leggono i passi dove Gesù cita la Bibbia ebraica, le citazioni presentate correlano più strettamente con la Bibbia dei Settanta. La maggior parte degli studiosi suggerisce che gli autori del Nuovo Testamento abbiano usato un'edizione della Septuaginta, piuttosto di aver tradotto una fonte in ebraico (o in aramaico). Comunque, tra i Manoscritti del Mar Morto, in aggiunta alle varie versioni ebraiche della Bibbia che rassomigliano al Testo Masoretico molto più tardo, vi sono alcune versioni ebraiche che aderiscono più strettamente alla versione in greco della Septuaginta (in modo simile a quello del Pentateuco samaritano) e ad alcuni testi fuori dalla corrente principale.

## Frasi in aramaico nel Nuovo Testamento Greco
Il Nuovo Testamento Greco contiene la traslitterazione di alcune poche parole e frasi semitiche - alcune in aramaico, alcune in ebraico e altre attribuibili a entrambe le lingue. Determinare la lingua specifica è spesso difficile, non soltanto perché l'aramaico e l'ebraico sono strettamente correlati, ma anche perché l'ebraico parlato ai tempi di Gesù si pensa fosse ebraico della Mishnah - una variante fortemente influenzata dall'aramaico, che aveva già incorporato una grande quantità di parole aramaiche (e ancora più parole vennero adottate successivamente nell'ebraico medievale e moderno, derivato da fonti talmudiche). Quando lo stesso testo si riferisce al linguaggio di quelle glosse semitiche, utilizza parole che significano "ebraico"/"giudaico", ma questo termine viene spesso applicato a parole e frasi che sono sicuramente aramaiche; per questa ragione, viene spesso interpretato come indicante "la (lingua aramaica) vernacolare dei Giudei" nelle traduzioni recenti. I "semitismi" sono principalmente parole attribuite a Gesù Cristo da San Marco evangelista, e forse avevano uno speciale significato a causa di questo.
Una minoranza di studiosi ritiene che tutto il Nuovo Testamento o la maggior parte di esso sia stato originariamente scritto in lingua aramaica. Questa posizione, nota come priorità aramaica, è respinta dalla maggioranza degli studiosi. L'opinione più diffusa è che il Nuovo Testamento sia stato compilato in lingua greca; comunque, molti considerano probabile che vi sia stato uno strato intermedio ebraico e/o aramaico tra le fonti in greco dei vangeli (vedere anche Logia), parti degli Atti degli Apostoli e possibilmente in pochi, limitati altri brani all'interno del Nuovo Testamento.

### Talita kum (Ταλιθα κουμ)
Vangelo di Marco 5,41
Presa la mano della bambina, le disse: «Talità kum», che significa: «Fanciulla, io ti dico, alzati!».
Questo versetto fornisce una frase in aramaico, attribuita a Gesù mentre riporta la bambina in vita, traslitterata in greco come ταλιθα κουμ.
Alcuni manoscritti biblici in greco (Codex Sinaiticus, Vaticanus) oppure il Vangelo di Marco riportano questa forma, ma altri (Codex Alexandrinus, il tipo testuale bizantino e la Vulgata) scrivono invece κουμι (koumi). La seconda forma è entrata a far parte del Textus Receptus, ed è la forma che appare nella Bibbia di re Giacomo della Chiesa Anglicana.
In aramaico si scrive ṭlīthā qūm. La parola ṭlīthā è la forma femminile di ṭlē, che significa "giovane". Qūm è il verbo aramaico che indica 'alzarsi, stare in piedi, sollevarsi'. L'imperativo femminile singolare originariamente era 'qūmī'. Comunque, esiste evidenza che nella lingua parlata la -ī finale non si pronunciava, e dunque l'imperativo non distingueva tra il genere femminile e il genere maschile. I manoscritti più antichi, dunque, usavano una grafia greca che rifletteva la pronuncia, e l'aggiunta di una 'ι' finale sarebbe dovuta ad un copista troppo zelante nel riprodurre l'ortografia aramaica.
Se scritto in aramaico, poteva essere טליתא קומי (anche l'aramaico si legge da destra a sinistra).

### Ephfatha (Εφφαθα)
Vangelo di Marco 7,34
E guardando il cielo, emise un sospiro e disse loro, "Ephfatha", che significa: 'Apriti!'.
Di nuovo, la parola in aramaico ci viene data grazie alla traslitterazione, soltanto che questa volta il termine traslitterato è più complicato. In greco, questa parola aramaica si scrive "εφφαθα", forma che potrebbe provenire dall'aramaico 'ethpthaḥ', l'imperativo passivo del verbo 'pthaḥ', 'aprire', dal momento che 'th' poteva essere assimilato nell'aramaico occidentale. La lettera gutturale finale 'ḥ' veniva spesso omessa nelle trascrizioni in greco della Septuaginta ed era spesso addolcita nella parlata della Galilea. La forma è più simile all'ebraico nif`al " הפתח", ma dal momento che questo evento è riportato da San Marco evangelista, che utilizza l'aramaico in altri passi sulle guarigioni, è probabile che si intenda una frase in aramaico parlato.
In aramaico potrebbe scriversi: אתפתח oppure אפתח. In ebraico si scrive הפתח.

### Abba (Αββα)
Vangelo di Marco 14,36
"Abbà, Padre! Tutto è possibile a te, allontana da me questo calice! Però non ciò che io voglio, ma ciò che vuoi tu."
La parola Abba, una parola in origine aramaica presa in prestito dall'ebraico (che si scrive Αββα in lingua greca, e 'abbā in aramaico), ed è immediatamente seguito dall'equivalente greco (Πατηρ) senza menzione esplicita che si tratti di una traduzione. La frase Abba, Padre! viene ripetuta nella Lettera ai Romani (8,15) e nella Lettera ai Galati (4,6).
In aramaico, si scriverebbe אבא. Questa parola veniva utilizzata comunemente nell'ebraico colloquiale.
Da segnalare che il nome Barabba è una ellenizzazione del nome aramaico Bar Abba (בר אבא), letteralmente, "Figlio del Padre".

### Raka (Ρακα)
Vangelo di Matteo 5,22
Ma io vi dico: chiunque si adira con il proprio fratello, sarà sottoposto a giudizio. Chi poi dice al fratello: stupido, sarà sottoposto al sinedrio; e chi gli dice: pazzo, sarà sottoposto al fuoco della Geenna.
Raca oppure raka, nella lingua aramaica dell'epoca del Talmud significa vacuo, fatuo, testa vuota.
In aramaico, potrebbe scriversi "ריקא" oppure "ריקה", che è anche la forma utilizzata nell'ebraico moderno.

### Mammona (Μαμωνας)
Vangelo di Matteo 6,24
Nessuno può servire due padroni; perché o odierà l'uno e amerà l'altro, oppure sarà fedele al primo e ingannerà il secondo. Non potete servire Dio e mammona.
Vangelo di Luca 16,9-13
Ebbene, io vi dico: Procuratevi amici con la disonesta ricchezza, perché, quand'essa verrà a mancare, vi accolgano nelle dimore eterne. Chi è fedele nel poco, è fedele anche nel molto; e chi è disonesto nel poco, è disonesto anche nel molto. Se dunque non siete stati fedeli nella disonesta ricchezza, chi vi affiderà quella vera? E se non siete stati fedeli nella ricchezza altrui, chi vi darà la vostra? Nessun servo può servire a due padroni: o odierà l'uno e amerà l'altro oppure si affezionerà all'uno e disprezzerà l'altro. Non potete servire a Dio e a mammona.
In aramaico e in ebraico, potrebbe scriversi "ממון" (oppure, con il tipico stile aramaico "enfatico" suggerito dalla fine della sua traduzione in greco, "ממונא"). Abitualmente viene considerata una parola originariamente in aramaico presa in prestito dall'ebraico rabbinico, ma la sua ricorrenza nel tardo ebraico biblico potrebbe indicare che essa abbia provenienza da "un substrato comune semitico".
Nel Nuovo Testamento la parola Μαμωνᾶς (Mamōnâs) viene declinata come una parola greca, mentre molte altre parole aramaiche ed ebraiche sono utilizzate come vocaboli stranieri non declinabili.

### Rabbuni (Ραββουνει)
Vangelo di Giovanni 20,16
Gesù le disse: «Maria!». Essa allora, voltatasi verso di lui, gli disse in ebraico: «Rabbunì!», che significa: Maestro!
Anche in Marco 10,51 la forma ebraica "rabbino" è usata come titolo di Gesù in Matteo 26,25-49; 9,5, 11,21, 14,45; 1,49, 4,31, 6,25, 9,2, 11,8.
Sia in aramaico che in ebraico, si scrive "רבוני". La forma ebraica di questa parola viene attestata nel Codex Kaufman della Mishnah.

### Marana thà (Μαρανα θα)
Dottrina dei dodici apostoli 10 (Preghiera dopo la Comunione)
.. Lasciate giungere la grazia, e lasciate trapassare questo mondo. Osanna al Dio (Figlio) di Davide! Se qualcuno è sacro, lasciatelo venire; se qualcuno non fosse così, lasciatelo pentire. Maranatha. Amen. (Roberts-Donaldson)
Prima Lettera ai Corinzi 16,22
Se qualcuno non ama il Signore sia anatema. Marana tha: vieni, o Signore!
In aramaico (מרנא תא) significa Nostro Signore, giungi a noi!

### Elì Elì lemà sabactàni  (אלי למה שבקתני)
Vangelo di Matteo 27,46
Verso le tre, Gesù gridò a gran voce: «Elì, Elì, lemà sabactàni?», che significa: «Dio mio, Dio mio, perché mi hai abbandonato?»
Vangelo di Marco 15,34
Alle tre Gesù gridò con voce forte: Eloì, Eloì, lama sabactàni?, che significa: Dio mio, Dio mio, perché mi hai abbandonato?
Questa frase, pronunciata da Gesù sulla Croce, ci viene fornita in queste due versioni. La versione di Matteo della frase viene traslitterata in greco come "ηλει ηλει λεμα σαβαχθανει ". La versione di Marco è " ελωι ελωι λαμα σαβαχθανει " ("elōi" invece che "ēlei" e "lama" al posto di "lemà").
Complessivamente entrambe le versioni appaiono in lingua aramaica e non in ebraico, dal momento che il verbo שבק (šbq) "abbandonare", era originalmente in aramaico (in seguito, ad un certo punto, venne "preso in prestito" dall'ebraico, dove è ancora presente, ma piuttosto raramente usato, nell'ebraico moderno parlato in Israele). La parola "puramente ebraica", sinonimo di questa parola, è עזב (zb) e si può leggere nel primo rigo del Salmo 22,1, che il detto sembra citare. Dunque, nei vangeli, Gesù non cita la versione canonica ebraica (êlî êlî lâmâ 'ªzabtânî); potrebbe stare citando la versione fornita da un Targum aramaico (i Targumim aramaici superstiti utilizzano le lettere šbq nelle loro traduzioni del Salmo  22 (archiviato dall'url originale il 19 aprile 2010). oppure quella in un commento Midrash ebraico alla Bibbia).
Un commento rabbinico del tipo Midrash spiegherebbe normalmente il *significato* di un passaggio, non si occuperebbe di cambiare una o due parole in esso. La parola utilizzata da Marco per indicare "mio Dio", ελωι, definitivamente corrisponde alla forma aramaica אלהי, elāhî. La parola greca utilizzata da Matteo ηλει, si inquadra meglio con la parola אלי del Salmo ebraico originale, come è stato sottolineato nella letteratura; comunque, potrebbe anche essere in lingua aramaica, perché questa forma viene attestata anche in aramaico. Curiosamente, anche Epifanio di Salamina (Padre della Chiesa del IV secolo) considerava che êlî êlî fossero due parole in ebraico e che il resto della frase sia in aramaico.. Al contrario, la parola λεμα presente nel vangelo di Matteo sembra più vicino all'aramaico, mentre la parola λαμα (in Marco) sembra più vicina all'ebraico, anche se questa variazione minore della vocale può essere accidentale.
Nel seguente verso, in entrambe le versioni, alcuni tra quelli che ascoltano il lamento di Gesù immaginano che stia invocando l'aiuto di Elijah (Ēlīyāhū oppure Ēlīyā). Questo brano forse serve per sottolineare la totale incomprensione da parte dei presenti riguardo a quello che sta accadendo. Alcuni sostengono che questo dettaglio si inquadri meglio nella versione di Matteo, dal momento che sembra più probabile che êlî (Padre) possa essere confuso con Ēlīyā(hū) rispetto a ělāhî.

#### "Armonizzazione" delle frasi di Gesù sulla croce
Quasi tutti gli antichi manoscritti in greco mostrano indizi di un'opera per "armonizzare" questo testo. Ad esempio, il Codex Bezae (molto particolare, in quanto frutto di una rielaborazione in Francia) rende entrambe le versioni come "ηλι ηλι λαμα ζαφθανι" (ēli ēli lama zaphthani). Tutte le famiglie testuali alessandrine, occidentali e cesaree riflettono l'armonizzazione tra i testi di Matteo e Marco. Soltanto la tradizione testuale bizantina mantiene una distinzione.
La forma della parola aramaica šəbaqtanî, che potrebbe anche provenire dall'ebraico della Mishna, si basa sul verbo šəbaq/šābaq, 'consentire, permettere, perdonare', con la declinazione che finisce come "-t" (2ª persona del singolare: 'tu'), e l'oggetto suffisso -anî (1ª persona del singolare: 'me').
In Aramaico, poteva scriversi: אלהי אלהי למא שבקתני . In ebraico si scrive:  אלי אלי למה שבקתני .

### Iota e puntino sulla "i" (Ἰῶτα ἓν ἢ μία κεραία)
Vangelo di Matteo 5,18
In verità vi dico: finché non siano passati il cielo e la terra, non passerà neppure una iota o un apice della legge, senza che tutto sia compiuto.
La citazione li utilizza come un esempio di dettagli estremamente minori. Nell'originale in lingua greca tradotto come iota e puntino sulla i si trovano le lettere iota e keraia. Come dimensioni la iota è la più piccola lettera dell'alfabeto greco (ι), ma dal momento che le maiuscole venivano utilizzate nel tempo durante il quale il Nuovo Testamento Greco venne scritto (Ι), probabilmente rappresenta la lettera aramaica jodh (י) che è la più piccola lettera dell'alfabeto aramaico. Keraia è un gancio o serif, possibilmente un'accentuazione in greco ma più probabilmente si aggancia a lettere in aramaico, (ב) versus (כ), oppure segni addizionali come corone (come l'apice nella Vulgata) che si trova nelle Bibbia ebraica. Il libro di riferimento standard per il NT Greco è "A Greek-English Lexicon of the New Testament and other Early Christian Literature" di Bauer, Gingrich, Danker, et al. (comunemente noto come il Bauer Lexicon).. La parola in inglese "tittle" è cognata di tilde e title e si riferisce al puntino della i minuscola.

### Korban (Κορβαν)
Vangelo di Matteo 27,5-7
Ma i sommi sacerdoti, raccolto quel denaro, dissero: «Non è lecito metterlo nel tesoro, perché è prezzo di sangue».
In aramaico (קרבנא) si riferisce al tesoro nel Tempio di Gerusalemme, derivato dall'ebraico Korbàn (קרבן), che si trova in Marco 7,11 e nella Septuaginta (nella traslitterazione in greco), che significa dono religioso.
In greco κορβανᾶς viene declinato come un nome greco. In greco si aggiungevano costantemente delle lettere finali alle parole semitiche ed ebraiche quando traslitteravano le parole ebraiche nella Septuaginta.

### Sikera (Σικερα)
Vangelo di Luca 1,14-17
Avrai gioia ed esultanza e molti si rallegreranno della sua nascita, poiché egli sarà grande davanti al Signore; non berrà vino né bevande inebrianti (sikera), sarà pieno di Spirito Santo fin dal seno di sua madre e ricondurrà molti figli d'Israele al Signore loro Dio. Gli camminerà innanzi con lo spirito e la forza di Elia, per ricondurre i cuori dei padri verso i figli e i ribelli alla saggezza dei giusti e preparare al Signore un popolo ben disposto.
Notate che questa parola, che indica una birra dal malto d'orzo* di colore più scuro e con gradazione alcolica 10-12%, viene utilizzata nella traduzione greca della Bibbia ebraica. Questa parola entrò nel lessico giudaico-greco proveniente dalla parola ebraica שכר, e come in molti altri casi nella traduzione in greco della Bibbia ebraica, ha adottato una forma che suona piuttosto come l'aramaico (שכרא). Dunque, l'utilizzo della parola  σικερα  non indica specificamente che si tratti di aramaico oppure ebraico.
- Sikera forse proviene da shikaru, parola originale della lingua accadica.

### Osanna (Ὡσαννά)
Vangelo di Marco 11,9
Allora coloro che precedevano e quelli che seguivano esclamavano a gran voce, Osanna! Benedetto è colui che viene nel nome del Signore!
La parola "osanna" deriva dall'ebraico "הושע נא". Viene generalmente considerata come una citazione dal Salmo 118 ("O Signore, salvaci!"), ma la forma nell'ebraico biblico originale era "הושיעה נא". La forma abbreviata הושע potrebbe provenire sia dalla lingua aramaica che dalla lingua ebraica, forse influenzata dall'aramaico, dove una forma lunga come quella presente nell'ebraico biblico non esiste. Rigorosamente, ci si aspetterebbe di trovare il riflesso aramaico del proto-semitico *θ in questa radice che dovrebbe essere /t~θ/ e non /ʃ/ come in ebraico, ma la forma ebraica si verifica occasionalmente nelle fonti aramaiche.

## Nomi di persona nel Nuovo Testamento che provengono dall'aramaico
I nomi di persona nel Nuovo Testamento provengono da un certo numero di lingue, tra questi l'ebraico e il greco sono i più comuni. Comunque, esistono anche alcuni nomi aramaici a tutti gli effetti. La caratteristica più rilevante nei nomi aramaici è il prefisso 'bar' (con traslitterazione greca βαρ), che significa 'figlio di', un prefisso patronimico comune. Il suo equivalente in ebraico, 'ben', risulta inconsuetamente molto assente. 
Comunque, nei documenti e nei graffiti del tempo, si leggono nomi con i prefissi 'bar' e 'ben', ed erano utilizzati indistintamente (come cognomi diversi) sia nell'aramaico che nell'ebraico e non erano considerati dagli specialisti come indicatori affidabili della lingua in uso nel sito archeologico esplorato. Alcuni esempi sono:
- Matteo 10,3 — Bartolomeo (Βαρθολομαιος da bar-Tôlmay, forse 'figlio dei solchi' oppure 'aratore').
- Matteo 16,17 — Simon bar-Jona (Σιμων Βαριωνας da Šim`ôn bar-Yônâ, 'Simone figlio di Giona').
- Giovanni 1,42 — Simon bar-Jochanan ('Simone figlio di Giovanni').
- Matteo 27,16 — Barabba (Βαραββας da bar-Abbâ, 'figlio del padre').
- Marco 10,46 — Bartimeo (Βαρτιμαιος da bar-Ţim'ay, forse 'figlio dell'abbandono').
- Atti degli Apostoli 1,23 — Giuseppe Barsabba (Βαρσαββας da bar-Šabbâ, 'figlio del Sabbath').
- Atti 4,36 — Giuseppe che viene chiamato Barnaba (Βαρναβας da bar-Navâ, che significa 'figlio della profezia, il profeta', ma a causa della traduzione in greco υιος παρακλησεως, che viene abitualmente tradotta come 'figlio della consolazione/incoraggiamento', e che in greco potrebbe significare anche 'dell'invocazione').
- Atti 13,6 — Bar-Joshua (Βαριησους da bar-Yêšû`, 'figlio di Yoshua', uno dei nomi più comuni a quel tempo).

### Boanèrghes (Βοανηργες)
Vangelo di Marco 3,17
poi Giacomo di Zebedèo e Giovanni fratello di Giacomo, ai quali diede il nome di Boanèrghes, cioè figli del tuono;
Gesù dà questo soprannome ai fratelli Giacomo e Giovanni per evidenziare la loro impetuosità. Questo aggettivo in greco può essere reso con la parola Βοανηργες (Boanèrghes).
Vi è stata molta speculazione riguardo a questo nome. Dal momento che la traduzione in greco implicita in questo termine è ('Figli del Tuono'), sembra che il primo elemento del nome sia 'bnê', 'figli di' (plurale di 'bar'), dall'aramaico (בני). Questo viene rappresentato da βοανη (boanê), che fornisce due vocali nella prima sillaba, dove invece potrebbe bastarne una sola. Potrebbe dedursi da questo che la traslitterazione in greco possa non essere impeccabile. La seconda parte del nome viene spesso ricondotta alla parola 'rğaš' ('tumulto'), in aramaico (רגיש), oppure 'rğaz' ('rancore'), in aramaico (רגז). Lo studioso Maurice Casey sostiene che è una semplice errata lettura della parola che indica tuono, ossia 'r`am' (a causa della similitudine della s con la m finale). Questa teoria viene supportata da una traduzione dalla lingua siriaca del nome come 'bnay ra`mâ'. Nella Peshitta si legge 'bnay rğešy' che non sarebbe discordante con una composizione più tardiva di essa, basata su una lettura bizantina del testo originale in greco.

### Cefas (Κηφας)
Vangelo di Giovanni 1,42
e lo condusse da Gesù. Gesù, fissando lo sguardo su di lui, disse: «Tu sei Simone, il figlio di Giovanni; ti chiamerai Cefa (che vuol dire Pietro).
Prima lettera ai Corinzi 1,12
Mi riferisco al fatto che ciascuno di voi dice: «Io sono di Paolo», «Io invece sono di Apollo», «E io di Cefa», «E io di Cristo!.
Lettera ai Galati 1,18
In seguito, dopo tre anni andai a Gerusalemme per consultare Cefa, e rimasi presso di lui quindici giorni;
In questi passaggi, si afferma che 'Cefa' era il soprannome di Simon Pietro. La parola greca viene traslitterata da Κηφᾶς (Kēphâs).
Il nome proprio dell'apostolo sembra essere Simone, e gli viene dato il soprannome aramaico, kêfâ, che significa 'roccia' oppure 'pietra'. La lettera sigma finale (s) viene aggiunta in greco per rendere il nome al maschile piuttosto che femminile. Il fatto che il significato del soprannome fosse più importante rispetto al nome risulta evidente dall'accettazione universale della traduzione in greco, Πέτρος (Petros). Non è noto perché San Paolo utilizzi il nome aramaico piuttosto che il nome greco riferendosi a Simon Pietro quando scrive alle chiese dei Galati e di Corinto. Forse stava scrivendo in un tempo anteriore a quello in cui Cefa divenne popolarmente noto come Pietro. Secondo Clemente d'Alessandria, vi erano due persone note con il nome di Cefa: una era l'Apostolo Simon Pietro, e l'altra era uno dei Settanta Apostoli. Clemente aggiunge inoltre che era stato Cefa dei Settanta quello ad essere criticato da San Paolo 2 perché si rifiutava di mangiare con i gentili.
In Aramaico, si scriverebbe  כיפא .

### Thomas (Θωμας)
Vangelo di Giovanni 11,16
Allora Tommaso, chiamato Dìdimo, disse ai condiscepoli: «Andiamo anche noi a morire con lui!.
L'apostolo Tommaso (Θωμᾶς) viene elencato tra i discepoli di Gesù in tutti e quattro i vangeli e Atti degli Apostoli. Nonostante quello, soltanto nel Vangelo di Giovanni vengono fornite ulteriori informazioni. In tre brani del Vangelo di Giovanni (11,16; 20,24 e 21,2) viene chiamato con il soprannome Didimo (Δίδυμος), la parola usata in greco per riferirsi a un gemello. In effetti, "il Gemello" non è soltanto un soprannome, è una traduzione di "Tommaso". La parola greca Θωμᾶς — Thōmâs — proviene dall'aramaico tômâ, "gemello". Dunque, più che di due nomi di persona, Tommaso Didimo, si tratta di un singolo soprannome, il Gemello. La tradizione cristiana afferma che il suo nome fosse Giuda, e che forse venne chiamato Tommaso per distinguerlo da altri con lo stesso nome.
In aramaico, potrebbe tradursi תאומא.

### Tabità (Ταβειθα)
Atti degli Apostoli 9,36
A Giaffa c'era una discepola chiamata Tabità, nome che significa «Gazzella», la quale abbondava in opere buone e faceva molte elemosine.
Il nome del discepolo viene riferito sia aramaico (Ταβειθα) che in greco antico (Δορκας). Il nome aramaico è una traslitterazione di Ţvîthâ, forma femminile dell'ebraico טביא (Ţavyâ). Entrambi i nomi significano 'gazella'.
Potrebbe essere soltanto una coincidenza, ma le parole che San Pietro utilizza per riferirsi a Lei nel versetto 40, "Tabità, svegliati!" (Ταβειθα ἀνάστηθι), sono simili alla frase "talitha kum" usata da Gesù Cristo.
In aramaico, potrebbe scriversi טביתא.

## Luoghi con nome aramaico del Nuovo Testamento

### Getsèmani (Γεθσημανει)
Vangelo di Matteo 26,36
Allora Gesù andò con loro in un podere, chiamato Getsemani, e disse ai discepoli: «Sedetevi qui, mentre io vado là a pregare».
Vangelo di Marco 14,32
Giunsero intanto a un podere chiamato Getsèmani, ed egli disse ai suoi discepoli: «Sedetevi qui, mentre io prego».
Il Getsemani è l'orto dove Gesù portò i suoi discepoli per pregare prima del Suo arresto, che viene tradotto nella traslitterazione in greco Γεθσημανει (Gethsēmani). Questa è omofona alla frase in aramaico 'Gath-Šmânê', che significa 'il frantoio dell'olio' oppure 'tino dell'olio' (riferendosi all'olio di oliva).
In aramaico potrebbe scriversi גת שמני.

### Golgota (Γολγοθα)
Vangelo di Marco 15,22
Condussero dunque Gesù al luogo del Gòlgota, che significa luogo del cranio,
Vangelo di Giovanni 19,17
Essi allora presero Gesù ed Egli, portando la Croce, Si avviò verso il luogo del Cranio, detto in ebraico Gòlgota,
Questa frase è chiaramente in aramaico piuttosto che in ebraico. 'Golgota' (Gûlgaltâ) è la parola in aramaico per 'cranio'. Il nome appare in tutti i vangeli eccetto che nel vangelo di Luca, che chiama il luogo semplicemente Kranion, 'il cranio', senza menzionare il nome in aramaico. Il nome 'Calvario' è preso dalla traduzione 'Calvaria' fatta dalla Vulgata in latino.
In aramaico, potrebbe scriversi גלגלתא.

### Gabbatha (Γαββαθα)
Vangelo di Giovanni 19,13
Udite queste parole, Pilato fece condurre fuori Gesù e sedette nel tribunale, nel luogo chiamato Litòstroto, in ebraico Gabbatà.
Il luogo sembra apparire con il nome in aramaico. Secondo il libro di Flavio Giuseppe Le guerre giudaiche, capitolo V.ii.1, numero 51, la parola 'gabath' significa alto luogo oppure luogo elevato, dunque forse si tratta di un terrazzamento elevato vicino al tempio. La 'a' finale "א" potrebbe rendere l'enfasi del nome.
In aramaico, si può scrivere גבהתא.

### Akeldama (Ακελδαμαχ)
Atti degli Apostoli 1,19
La cosa è divenuta così nota a tutti gli abitanti di Gerusalemme, che quel terreno è stato chiamato nella loro lingua Akeldamà, cioè Campo di sangue.
Il luogo dove morì Giuda Iscariota viene denominato chiaramente 'Campo di sangue' in lingua greca. Comunque, la tradizione dei manoscritti fornisce un certo numero di diverse pronunce del nome in aramaico. Nel [tipo testuale bizantino] si legge 'Ακελδαμα' ([H]akeldama); altre versioni manoscritte rendono 'Αχελδαμα' ([H]acheldama), 'Ακελδαιμα' ([H]akeldaima), 'Ακελδαμακ' ([H]akeldamak) e 'Ακελδαμαχ' ([H]akeldamach). A dispetto di queste varianti di pronuncia, la grafia corretta più probabile aramaico sarebbe 'ḥqêl dmâ', 'campo di sangue'. Mentre il suono in greco "kh" [χ] alla fine della parola, sembra difficile da spiegare, ma ad esempio, la Septuaginta aggiunge questo suono in modo simile alla fine del nome semitico Ben Sira, per formare il nome greco per il Libro del "Sirakh" (in italiano: Siracide). Il suono potrebbe essere una caratteristica dialettica sia della parlata greca della zona, oppure della parlata semitica originale.
In aramaico, si scriverebbe  חקל דמא .

### Piscina di Betzaetà (Bethesda)
Betzaetà o Bethesda era originalmente il nome di una piscina di Gerusalemme, nel sentiero della valle di Beth Zeta, nota anche come la Piscina delle Pecore. La si associava con la guarigione miracolosa. In Giovanni 5, Gesù guarisce un uomo in questa piscina.
V'è a Gerusalemme, presso la porta delle Pecore, una piscina, chiamata in ebraico Betzaetà, con cinque portici, sotto i quali giaceva un gran numero di infermi, ciechi, zoppi e paralitici. [Un angelo infatti in certi momenti discendeva nella piscina e agitava l'acqua; il primo ad entrarvi dopo l'agitazione dell'acqua guariva da qualsiasi malattia fosse affetto.] Si trovava là un uomo che da trentotto anni era malato. Gesù vedendolo disteso e, sapendo che da molto tempo stava così, gli disse: «Vuoi guarire?». Gli rispose il malato: «Signore, io non ho nessuno che mi immerga nella piscina quando l'acqua si agita. Mentre infatti sto per andarvi, qualche altro scende prima di me». Gesù gli disse: «Alzati, prendi il tuo lettuccio e cammina». E sull'istante quell'uomo guarì e, preso il suo lettuccio, cominciò a camminare.
Secondo il Syriac-English Dictionary di Louis Costaz e A Compendious Syriac Dictionary di J. Payne Smith, la parola hesdo in siriaco (oppure hesda nell'aramaico più antico) ha due opposti significati: 'grazia' e 'disgrazia'. Dunque, Bethesda era sia una casa di disgrazia, dal momento che molti invalidi vi si riunivano, e una casa di grazia, dal momento che molto spesso gli veniva concessa la grazia della guarigione.